# Giuliano di Simone

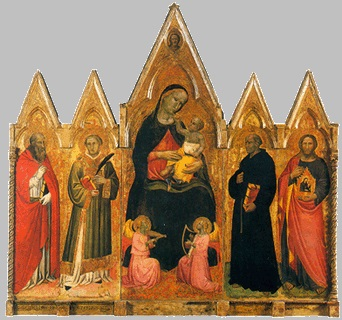
Madonna col Bambino in trono (1389 ca.) Madonna col Bambino con angeli e santi Agostino, Luca, Stefano e Nicola di Tolentino

Giuliano di Simone (fl. XIV secolo) è stato un pittore italiano, attivo a Lucca e Pisa, che dipinse in stile tardogotico.

## Biografia
Le sue opere ricordano quelle di Spinello Aretino. É noto per una sola opera firmata, una Madonna in trono col Bambino (1389) situata nella chiesa di San Michele a Castiglione di Garfagnana.